# Yuanmoupithecus xiaoyuan
Yuanmoupithecus xiaoyuan — вымерший вид приматов из семейства гиббоновых, живший 8,2-7,1 млн лет назад в позднем миоцене. По состоянию на 2022 год это самый древний известный науке гиббон. Окаменелости, в основном зубы, были обнаружены в Юаньмоу, провинция Юньнань, Китай. Типовой вид и единственный вид рода Yuanmoupithecus, описанный Юэронгом Панем в 2006 году.

## Открытие
Окаменелости Yuanmoupithecus xiaoyuan были обнаружены в позднемиоценовой формации Сяохэ в бассейне Юаньмоу, провинция Юньнань на юго-западе Китая. Первыми образцами были первый правый моляр и второй левый моляр, найденные во время раскопок между 1986 и 1990 годами в Фанбэйлянцзы, невысоком холме недалеко от деревни Сяохэ, совместной экспедицией Музея провинции Юньнань, Музея префектуры Чусюн и Музея Юаньмоу Мань. Еще пять фрагментов зубов были обнаружены в 1999 году в деревне Лейлао. В 2006 году Юэронг Пань из Института палеонтологии позвоночных и палеоантропологии Китайской академии наук дал официальное описание и научное название. Несколько дополнительных зубов были собраны в близлежащих районах между 2006 и 2022 годами, включая нижнюю часть лица молодой особи и второй левый моляр, который стал образцом голотипа. Большинство зубов были изношены и неполными, и что делывало невозможным определение вида. Однако два полных зуба, собранных в Лейлао в 2006 году, дали ясную картину. Представляя анализ двух зубов в Американской ассоциации физических антропологов, Терри Харрисон из Нью-Йоркского университета подтвердил, что образцы тесно связаны с современными гиббонами, отметив вид как «раннего предка гиббона» в 2008 году. Вид стал одним из хорошо изученных приматов миоцена, как объяснил Брюс Грант, коллега Харрисона:

Возможно, самым захватывающим открытием (о котором было сообщено на заседаниях AAPA в этом году [в 2008 году]) было открытие того, что Yuanmoupithecus представляет собой самого раннего известного ископаемого гиббона. Я охотился за предками гиббонов всю свою профессиональную жизнь, развенчивая большинство предполагаемых кандидатов, поэтому я особенно взволнован этими открытиями
.

После исследований дополнительного ископаемого материала, включавшего семь полных зубов и верхнюю челюсть, подробное описание и выводы по эволюции вида были опубликованы в журнале «Journal of Human Evolution» в 2022 году.

## Описание и значение для науки
Семейство гиббоновых обособилось примерно 17-22 миллионов лет назад. Родственные миоценовые приматы возрастом от 14 до 21 миллиона лет были известны из Африки, поэтому гиббоны предположительно возникли в Африке. Однако существует большой пробел в летописи окаменелостей возрастом около 10 миллионов лет, который связывает генеалогическое древо гиббонов с африканскими видами. Самые старые ископаемые гиббоны, найденные в Азии, имеют возраст около 2 миллионов лет. Yuanmoupithecus xiaoyuan, которому около 8,2-7,1 миллиона лет, хорошо вписывается в большой пробел палеонтологической летописи и считается важным промежуточным видом между нечеловекообразными и человекообразными обезьянами.
По оценкам, Yuanmoupithecus xiaoyuan был примерно такого же размера, как современные гиббоны, и весил около 16 кг.